# Стража (община)
Община Стража (словен. Občina Straža) — одна з общин Словенії. Адміністративним центром є місто Стража. 
Поширені рибальство, туризм, веслування на байдарках і рафтинг на річці Крка.

## Населення
У 2011 році в общині проживало 3842 осіб, 1900 чоловіків і 1942 жінок. Чисельність економічно активного населення (за місцем проживання), 1581 осіб. Середня щомісячна чиста заробітна плата одного працівника (EUR), 1078,81 (в середньому по Словенії 987.39). Приблизно кожен другий житель у громаді має автомобіль (47 автомобілів на 100 жителів). Середній вік жителів склав 40,5 роки (в середньому по Словенії 41.8). 